# سكوت روس (لاعب كرة قدم أمريكية)
سكوت روس (بالإنجليزية: Scott Ross)‏ هو لاعب كرة قدم أمريكية أمريكي، ولد في 7 ديسمبر 1968 في ساكرامنتو في الولايات المتحدة، وتوفي في 21 سبتمبر 2014 في لافاييت في الولايات المتحدة.

## وصلات خارجية
- سكوت روس على موقع مرجع كرة القدم المحترفة.كوم (الإنجليزية)